# 羽幌町立天売小中学校
羽幌町立天売小中学校（はぼろちょうりつ てうりしょうちゅうがっこう）は、北海道苫前郡羽幌町大字天売にある公立小中学校。

## 概要
- 校長 - 西山智章[1]
- 学校給食 - あり
- へき地等級 - 5級

### 年表
- 1890年 - 天売分校として焼尻小学校から分離。
- 1892年 - 天売簡易教育所として独立。
- 1903年 - 天売尋常小学校となる。
- 1903年 - 高等科を併設する。
- 1941年 - 国民学校令により天売国民学校に改称する。
- 1947年 - 学制改革により天売小（中）学校に改称する。
- 1948年 - 中学校を分離。
- 1955年 - 天売村が羽幌町と合併し消滅。羽幌町立となる。
- 1992年 - 創立100周年記念式典を挙行。
- 2003年 - 新校舎落成。
- 2005年 - 小中併設校となる。
- 2019年 - 天売中学校が休校する。
- 2020年 - 天売中学校が再び開校する。

## 交通
- 沿岸バス、特急はぼろ号「羽幌ターミナル」で下車し、羽幌沿海フェリーより焼尻島を経由し約35km。

## 学校周辺
- 北海道天売高等学校
- 北海道立天売診療所